# Голі-Кросс (Айова)
Голі-Кросс (англ. Holy Cross) — місто (англ. city) в США, в окрузі Дюб'юк штату Айова. Населення — 356 осіб (2020).

## Географія
Голі-Кросс розташоване за координатами 42°36′4″ пн. ш. 90°59′47″ зх. д. / 42.60111° пн. ш. 90.99639° зх. д. (42.601222, -90.996295).  За даними Бюро перепису населення США в 2010 році місто мало площу 0,87 км², уся площа — суходіл.

## Демографія
Згідно з переписом 2010 року, у місті мешкали 374 особи в 151 домогосподарстві у складі 107 родин. Густота населення становила 431 особа/км².  Було 158 помешкань (182/км²).
Расовий склад населення:
| - 99,5 % — білих |

До двох чи більше рас належало 0,5 %. Частка іспаномовних становила 1,1 % від усіх жителів.
За віковим діапазоном населення розподілялося таким чином: 28,1 % — особи молодші 18 років, 55,9 % — особи у віці 18—64 років, 16,0 % — особи у віці 65 років та старші. Медіана віку мешканця становила 35,0 року. На 100 осіб жіночої статі у місті припадало 97,9 чоловіків;  на 100 жінок у віці від 18 років та старших — 99,3 чоловіків також старших 18 років.
Середній дохід на одне домашнє господарство  становив 60 460 доларів США (медіана — 52 292), а середній дохід на одну сім'ю — 73 618 доларів (медіана — 67 000). За межею бідності перебувало 10,9 % осіб, у тому числі 17,5 % дітей у віці до 18 років та 10,8 % осіб у віці 65 років та старших.
Цивільне працевлаштоване населення становило 199 осіб. Основні галузі зайнятості: виробництво — 25,1 %, освіта, охорона здоров'я та соціальна допомога — 25,1 %, роздрібна торгівля — 8,0 %, будівництво — 7,5 %.